# Rascló de Caiena
El rascló de Caiena (Aramides cajanea) és una espècie d'ocell de la família dels ràl·lids (Rallidae) que habita manglars, aiguamolls i selva empantanegada de la zona Neotropical, des de Costa Rica cap al sud, a la llarga d'del Sud, fins a Uruguai i el nord de l'Argentina, arribant per l'oest dels Andes únicament fins a Colòmbia.

## Taxonomia
Considerat antany coespecífic amb Aramides albiventris, actualment són considerades espècies diferents arran els treballs de Marcondes et Silveira 2015.